# Parti réformiste d'alternative démocratique
Pour les articles homonymes, voir ADR.
Le Parti réformiste d'alternative démocratique ou Parti alternatif et démocratique de réformes (en luxembourgeois : Alternativ Demokratesch Reformpartei, abrégé en ADR) est un parti politique luxembourgeois social-conservateur et national-conservateur, de tendance populiste. Il compte cinq sièges sur 60 à la Chambre des députés, en faisant le 4e parti en termes de députés.
Le parti est fondé en 1987 comme parti à but unique pour exiger l'égalité des prestations de retraite de l'État entre les fonctionnaires et les salariés du privé. Aux élections législatives de 1989, il remporte quatre sièges et culminera jusqu'à sept sièges en 1999, en raison de la méfiance des hommes politiques qui ne parviennent pas à résoudre l'écart des retraites, avant de retomber à quatre aujourd'hui. Son importance au niveau national en fait le parti des retraités ayant le mieux réussi d'Europe occidentale.
Le succès politique de l'ADR a nécessité d'élaborer des positions sur toutes les questions de politique publique, développant un programme conservateur et anti-establishment. Il a adopté une ligne défendant le libéralisme économique, comblant ainsi le vide laissé par le Parti démocratique. C'est le plus grand parti luxembourgeois à adopter une faible ligne eurosceptique. Il est membre de l'Alliance des conservateurs et réformistes européens. L'ADR souhaite mettre en œuvre une démocratie directe à la suisse et défend intensément la préservation et l'utilisation de la langue luxembourgeoise dans les institutions publiques et la société. La plupart des experts politiques s'accordent pour dire que l'ADR est le mieux qualifié de parti national-conservateur,,,

## Historique

### Émergence
L'ADR a pour origine une manifestation à Luxembourg-Ville le 28 mars 1987, pour protester contre les disparités entre le régime de traitement définitif au 5/6ème dont bénéficient les fonctionnaires et la pension de base de l'État perçue par tous les autres. La foule nombreuse et la collecte de 10 000 signatures pour une pétition demandant le changement ont persuadé les organisateurs que le soutien du public était généralisé. Le parti a été fondé le 12 mai 1987 en tant que Comité d'action pour les retraites au 5/6ème pour tous (Aktiounskomitee 5/6 Pensioun fir jiddfereen).
Lors des élections législatives de 1989, le parti remporta un succès remarquable en attirant les suffrages bien au-delà de sa base de soutien. De nombreux Luxembourgeois ont voté pour l’ADR en tant que vote de protestation, ce qui a permis à l’ADR d’enregistrer 7,3 % des voix, de remporter 4 des 60 sièges et de prendre la quatrième place. Le triomphe spectaculaire du parti à l'élection a obligé les dirigeants à formuler une nouvelle stratégie pour le parti. Le 12 novembre 1989, la dénomination a été modifiée pour devenir Comité d'action 5/6ème (Aktiounskomitee 5/6), reflétant l'attention accrue portée à d'autres préoccupations. Le parti a perdu l'un de ses députés, Josy Simon, lors de son passage au Parti démocratique, au printemps 1991.
Le 22 novembre 1992, le nom a été changé à nouveau pour devenir « Comité d'action pour la démocratie et des retraites justes » (Aktiounskomitee fir Demokratie an Rentengerechtigkeet). En décembre de la même année, l'éminent député Fernand Rau quitte le Parti populaire chrétien-social (CSV) après avoir rompu sa promesse de le nommer Commissaire européen, et rejoint l'ADR, ramenant ainsi le nombre de représentants du parti à quatre. Lors des élections communales de 1993, l'ADR remporte sept sièges aux conseils communaux. Aux élections législatives de 1994, l'ADR recueille 9 % des suffrages et cinq sièges, dépassant ainsi le seuil requis pour être qualifié de groupe politique, mais l’ADR est tombé à la cinquième place, derrière le retour des Verts.

### Depuis 1998
Le 3 août 1998, une loi est adoptée pour harmoniser les dispositions en matière de pension entre les fonctionnaires et les autres travailleurs, soit l'aboutissement de la raison d'être initiale de l'ADR, mais cela ne n'a pas empêché de renforcer davantage sa position. Aux élections législatives de 1999, le parti connut un succès croissant, remportant 9,4 % des suffrages et sept sièges. Les résultats ont remis l'ADR à la quatrième place, mais les Verts ont réussi à conserver leur siège aux élections européennes organisées simultanément. En octobre 1999, les candidats à l'ADR ont été élus dans dix communes, avec deux gagnants à Luxembourg-ville et à Esch-sur-Alzette. L'ADR a perdu deux de ses sièges à la Chambre des députés aux élections législatives de 2004 et tombe à moins de 10 % des voix.
L'ADR est le seul parti eurosceptique à la Chambre des députés. C’est le seul parti parlementaire à avoir activement fait campagne contre le traité établissant une Constitution pour l’Europe, qui a fait l’objet d’un référendum et qui a été adopté de justesse par 56,5 % des électeurs.
Le 2 avril 2006, le nom a été changé une fois de plus pour prendre son nom actuel. De manière significative, pour la première fois, le nom ne fait aucune référence à la réforme des retraites, ce qui témoigne de la volonté de l'ADR de renforcer davantage sa position de parti majeur dans la politique nationale. Cependant, le 1er mai, Aly Jaerling quitte le parti pour siéger à la Chambre des députés en tant qu'indépendante, se plaignant de l'abandon de la campagne pour les retraites. À la suite du départ de Jaerling, le parti ne peut plus être qualifié de groupe politique à la Chambre.
Le 29 mai 2008, les députés ADR et Jaerling étaient les seuls membres à ne pas voter pour le traité de Lisbonne. Lors des élections législatives de 2009, l'ADR a conservé quatre sièges (dont 2 au Sud), mais avec une part de vote réduite de 8,1 % : son pire résultat depuis sa première élection, en 1989, alors que sa part de vote a chuté.
Le 8 juin 2010, l'ADR rejoint l'Alliance des conservateurs et réformistes européens, un parti politique eurosceptique européen. Lors des élections législatives de 2013, l'ADR a encore une fois vu diminuer sa part du vote, passant de 8,14 % à 6,64 %. Cependant, ils ont réussi à regagner un siège, étant tombés à seulement deux députés après les défections de Jacques-Yves Henckes et de Jean Colombera ; le premier a passé la législature 2009-2013 en tant qu'indépendant, le second a fondé le Parti pour la démocratie intégrale. Roy Reding a retrouvé un mandat dans la circonscription Centre, ramenant le parti à trois sièges.
Au cours de la campagne référendaire constitutionnelle de 2015, l'ADR a été le seul parti à faire explicitement campagne pour le « NON » aux trois questions posées, rejetant ainsi l'ouverture du droit de vote dès 16 ans et aux résidents étrangers, ainsi que l'idée de limiter les mandats des ministres à 10 ans. Cette campagne contrastait nettement avec celle du plus grand parti, le CSV, dont le message principal était « d'être informé » lors du vote. Avec un rejet des trois questions par 70 à 80 % des électeurs, cet événement a représenté une grande victoire politique pour l'ADR face au gouvernement en place.
Trois ans après le référendum, le 2 mars 2018, l'ADR a annoncé sa coopération avec le mouvement citoyen Wee 2050 - Nee 2015, reposant sur une ligne identitaire, fondé avant le référendum pour faire campagne pour le « 3 x Non ». L'accord de coopération prévoyait que Wee 2050 occupait jusqu'à huit places sur les listes électorales de l'ADR pour les élections législatives d'octobre 2018 et garantissait que le mouvement resterait relativement indépendant en évitant que les candidats du Wee 2050 soient membres à part entière de l'ADR.
Durant la pandémie de Covid-19, l'ADR se caractérise par des prises de position contre les mesures sanitaires gouvernementales, le parti les jugeant comme portant atteinte aux libertés individuelles.

## Idéologie
Le parti a été créé en tant que parti à but unique, dans le but d'introduire l'égalité entre les retraites des secteurs privé et public. L'accent mis sur la réforme des retraites lui a permis d'en faire le thème de campagne principal des cinq élections au cours des dix premières années de sa formation. En 1998, le parti avait forcé le gouvernement à accéder à presque toutes ses demandes. Cependant, ce succès n’a pas contrarié l’ADR et il a diversifié son programme pour couvrir tous les aspects de la politique.
Le parti est partisan du libéralisme économique, après s'être positionné pour combler le vide laissé par le Parti démocratique. Le parti critique le gaspillage du secteur public et le caractère « élitiste » des projets de dépenses publiques. L'ADR est socialement conservateur. Il s'oppose à l'euthanasie et au suicide assisté. Le parti attache une grande importance à la promotion de la langue luxembourgeoise et son succès électoral aux élections de 1999 a poussé le gouvernement CSV-DP à en faire de sa connaissance un critère de naturalisation. Il s'oppose à la double nationalité.
Une caractéristique majeure de l'ADR est son faible euroscepticisme, position partagée avec l'extrême gauche uniquement, et est le parti le plus souverainiste du pays. La direction avait soutenu le projet de Constitution européenne, approuvant dans l'élection européenne 2004, avant de changer sa position au printemps 2005 sous la pression des membres du parti. Dans ses critiques sur l'UE, le parti met l'accent sur le déficit démocratique et la transparence. Toutefois, dans un Luxembourg très pro-européen, l’ADR a toujours été moins performant lors des élections européennes que lors des élections nationales qui se sont tenues le même jour.
L'ADR demande que la réforme de la Constitution du Luxembourg soit soumise à référendum pour approbation.
La Shoura, l'assemblée de la communauté musulmane du Grand-Duché, a déclaré dans un bilan en 2013 que « de tous les partis politiques au Luxembourg, l'ADR est le parti qui apparaît le plus hostile aux musulmans, fidèle à ses clichés selon lesquels l'islam n'est pas compatible avec la démocratie ». Ainsi l'ADR mentionne une interdiction de la burqa, de la polygamie ou de tribunaux basés sur la Sharia au Luxembourg.
Dans sa déclaration de principes, l'ADR a défini, entre autres, les priorités suivantes :
- droits de l'homme et libertés individuelles ;
- démocratie parlementaire sous la forme d'une monarchie constitutionnelle ;
- mise en place du plébiscite démocratique direct des citoyens sur des questions importantes (référendums) ;
- liberté de la presse ;
- indépendance judiciaire ;
- égalité des sexes ;
- justice sociale ;
- préservation et promotion de la langue luxembourgeoise ;
- voyant l'héritage du Luxembourg dans la civilisation gréco-romaine avec des traditions judéo-chrétiennes ;
- voyant le Luxembourg comme un refuge pour les personnes persécutées politiquement et religieusement ;
- intégration des réfugiés et des immigrés dans la société luxembourgeoise tout en respectant les valeurs luxembourgeoises, européennes et démocratiques ;
- pour la création d'une politique de sécurité et de défense européenne commune ;
- engagement pour une politique verte et respectueuse de l'environnement et le traitement éthique des animaux.

## Soutien politique
La base politique principale de l'ADR est constituée des électeurs « traditionalistes, ruraux et de droite » du CSV. Bien que l'ADR semble recueillir les votes de l'aile droite du CSV, davantage d'électeurs de l'ADR se déclarent être à gauche que ce soit le CSV ou le DP. Une grande partie du soutien du parti se trouve dans le nord du pays, où l'ADR a reçu son soutien le plus fort lors des élections de 1999 (16,7 %), de 2004 (14,7 %) et de 2009 (10,3 %). En 2013 cependant, il a reçu sa plus grande part du vote dans la circonscription Est.
En raison de l'objectif initial du parti en matière d'égalité de retraite, sa base électorale est constituée de retraités. Cependant, un nombre important de personnes âgées de moins de 24 ans voient également l’ADR sous un jour positif. L'ADR est particulièrement populaire sur Internet, malgré le désintérêt des chefs de partis pour le média, en partie à cause de sa popularité parmi les jeunes. Le parti est le plus populaire parmi les personnes qui gagnent moins de 30 000 € par an, et a obtenu le soutien de la part de l'électorat de base du CSV qui a été laissé de côté par la croissance économique du pays. Comme avec le CSV et le LSAP, l'ADR est soutenu par des personnes moins diplômées.
Le parti est soutenu par le troisième plus grand syndicat général du pays, le petit syndicat neutre des travailleurs luxembourgeois (NGL), qui a été le moteur de l'ADR. L’ADR a également été proche de l'Association luxembourgeoise des retraités et des invalides (LRIV), qui soutenait jadis le Parti communiste luxembourgeois. Le parti a utilisé des célébrités locales, telles que Jean-Pierre Koepp (en) dans le Nord, pour attirer des électeurs.

## Liste des présidents
| Identité                            | Période          | Période                      | Durée                      |
| Identité                            | Début            | Fin                          | Durée                      |
| ----------------------------------- | ---------------- | ---------------------------- | -------------------------- |
| Gaston Gibéryen (né en 1950)        | 27 juillet 1987  | 12 novembre 1989             | 2 ans, 3 mois et 16 jours  |
| John Bram (d)                       | 12 novembre 1989 | 8 décembre 1991              | 2 ans et 26 jours          |
| Robert Mehlen (en) (né en 1949)     | 8 décembre 1991  | 25 mars 2012                 | 20 ans, 3 mois et 17 jours |
| Fernand Kartheiser, (né en 1959)    | 25 mars 2012     | 19 décembre 2012 (démission) | 8 mois et 24 jours         |
| Robert Mehlen (en) (né en 1949)     | 19 décembre 2012 | 17 mars 2013                 | 2 mois et 26 jours         |
| Jean Schoos (d)                     | 17 mars 2013     | 20 mars 2022                 | 9 ans et 3 jours           |
| Fred Keup (né en 1980)              | 20 mars 2022     | 17 mars 2024                 | 1 an, 11 mois et 26 jours  |
| Alexandra Schoos (en) (née en 1988) | 17 mars 2024     | En cours                     | 1 an, 2 mois et 26 jours   |

## Résultats électoraux

### Élections européennes
| Année | Voix    | %     | Sièges | Rang | Tête de liste |
| ----- | ------- | ----- | ------ | ---- | ------------- |
| 1994  | 70 470  | 6,9   | 0 / 6  | 7e   |               |
| 1999  | 91 118  | 9,0   | 0 / 6  | 5e   |               |
| 2004  | 87 236  | 8,0   | 0 / 6  | 5e   |               |
| 2009  | 82 719  | 7,4   | 0 / 6  | 5e   |               |
| 2014  | 88 298  | 7,5   | 0 / 6  | 5e   |               |
| 2019  | 126 084 | 10,04 | 0 / 6  | 5e   |               |
| 2024  | 162 849 | 11,76 | 1 / 6  | 5e   |               |

### Élections législatives
| Année | Voix    | %    | Rang | Sièges |
| ----- | ------- | ---- | ---- | ------ |
| 1989  | 225 262 | 7,3  | 4e   | 4 / 60 |
| 1994  | 244 045 | 8,2  | 4e   | 5 / 60 |
| 1999  | 303 734 | 10,4 | 4e   | 7 / 60 |
| 2004  | 278 792 | 9,0  | 5e   | 5 / 60 |
| 2009  | 232 744 | 8,1  | 5e   | 4 / 60 |
| 2013  | 217 683 | 6,6  | 5e   | 3 / 60 |
| 2018  | 292 387 | 8,3  | 5e   | 4 / 60 |
| 2023  | 348 990 | 9,3  | 4e   | 5 / 60 |